# 上熊本駅
上熊本駅（かみくまもとえき）は、熊本県熊本市西区上熊本二丁目にある、九州旅客鉄道（JR九州）・熊本電気鉄道（熊本電鉄）の駅である。
本項では、駅前にある熊本市交通局（熊本市電）の上熊本停留場についても記述する。

## 歴史

### 年表

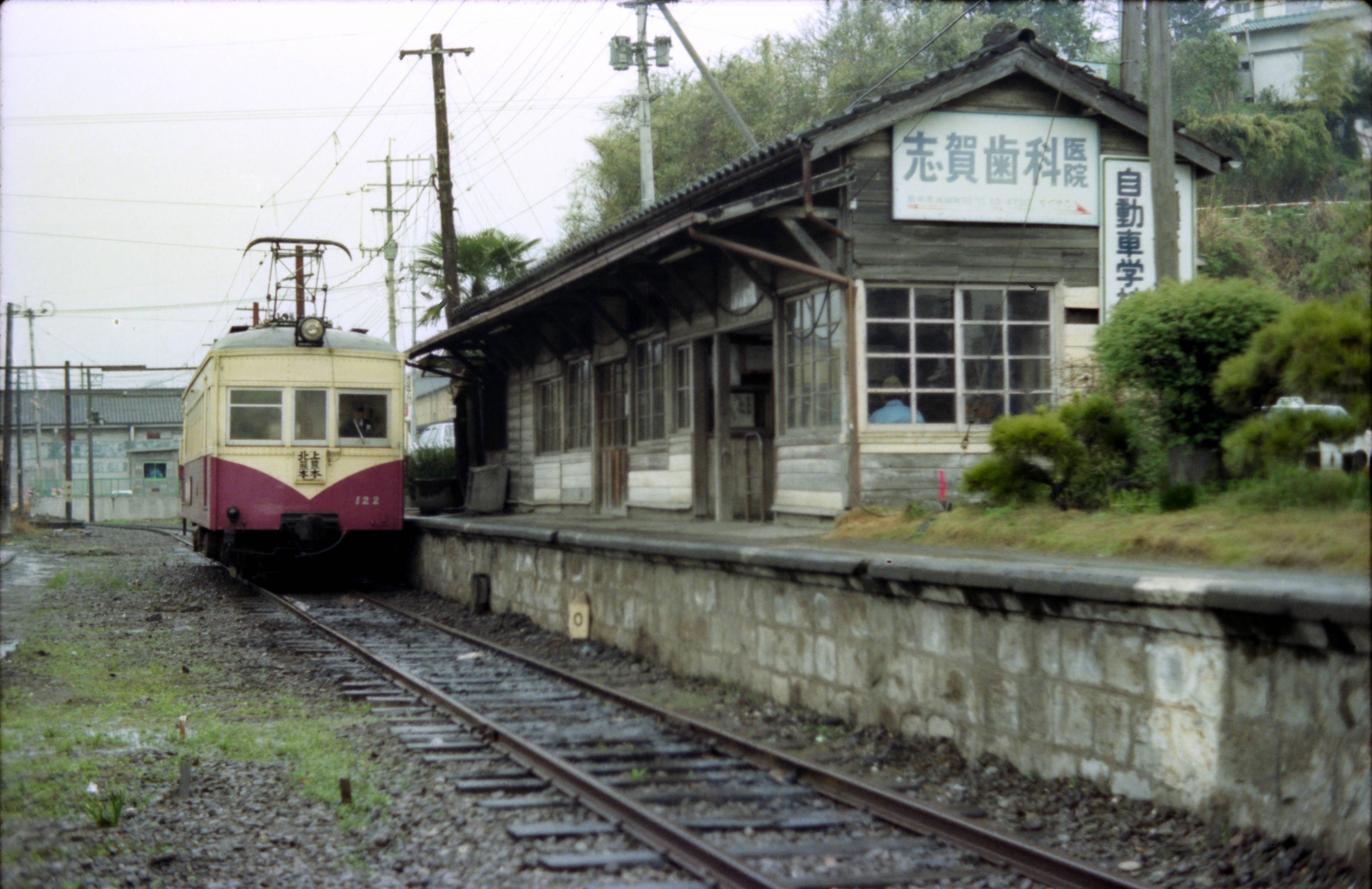
1981年ごろの熊本電鉄駅

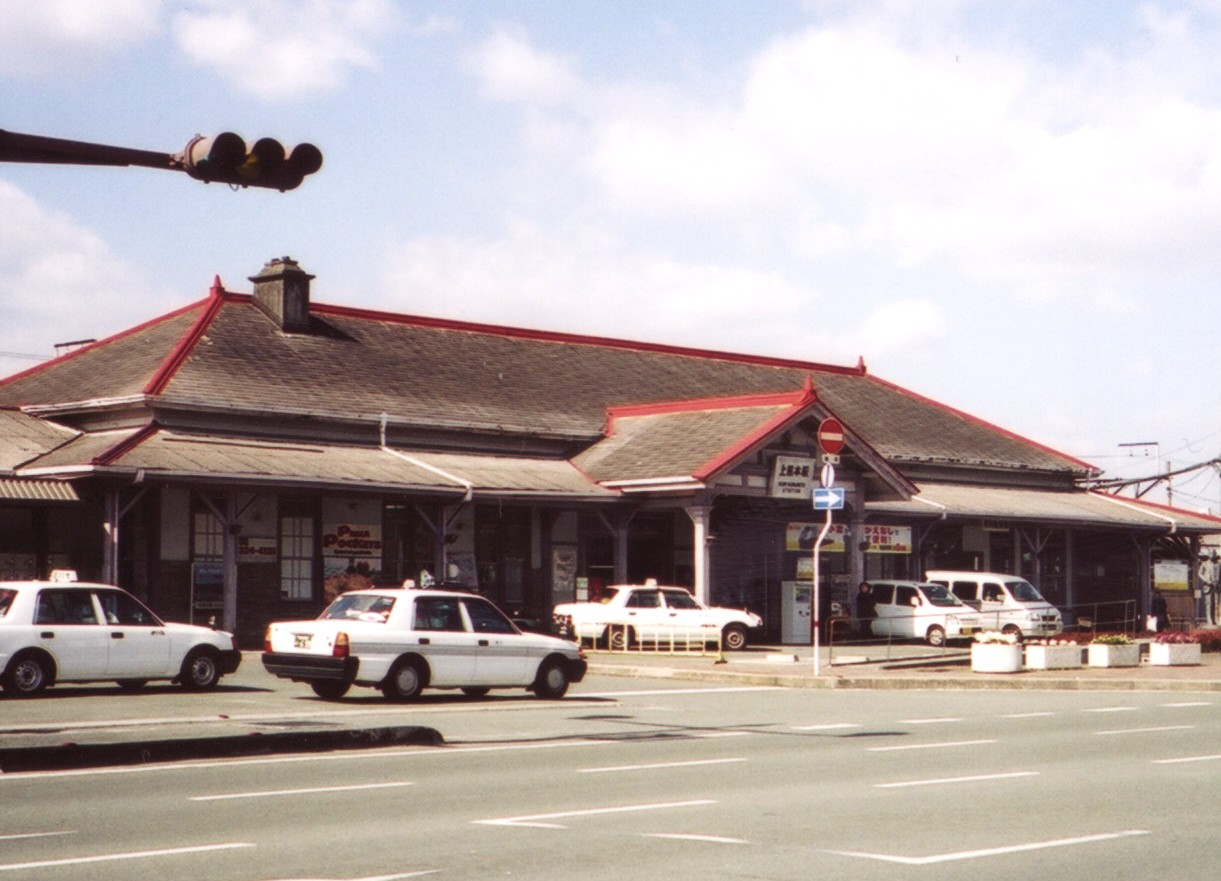
二代目JR駅舎（2004年2月）、現在は熊本市電の駅舎として移築

- 1891年（明治24年）7月1日：九州鉄道の池田駅として開業[1]。
  - 1896年（明治29年）4月13日に旧制第五高等学校に赴任した夏目漱石が降り立った場所としても知られる[2]。1996年（平成8年）に漱石来熊100年を記念し、藤崎八旛宮 - 上熊本駅前 - 崇城大学の区間が「わが輩通り」と命名された。
- 1901年（明治34年）1月1日：上熊本駅に改称[1]。
- 1907年（明治40年）7月1日：九州鉄道の国有化により帝国鉄道庁の駅となる[1]。
- 1911年（明治44年）10月1日：菊池軌道（現・熊本電気鉄道）により池田 - 千反畑（現在の藤崎宮前）間とともに池田駅が開業する。
- 1913年（大正2年）
  - この年：2代目駅本屋が竣工[2]。
  - 8月27日：菊池軌道、池田 - 隈府（後の菊池駅）が全通。
- 1923年（大正12年）8月2日：菊池軌道が駅名を上熊本駅に改称。同時に上熊本 - 室園間を改軌・電化。
- 1935年（昭和10年）3月24日：熊本市電が駅前に乗り入れ、上熊本駅前停留場開業。
- 1950年（昭和25年）10月1日：熊本電鉄が、池田隧道経由で上熊本 - 北熊本を開通。同時に上熊本 - 隈府を菊池線とする。
- 1953年（昭和28年）6月26日：熊本大水害にて熊本電鉄上熊本 - 藤崎宮前（路上駅）間が不通。
- 1954年（昭和29年）
  - 6月1日：熊本電鉄が上熊本 - 藤崎宮前間の旅客営業を廃止し、同区間を熊本市交通局に譲渡。
  - 10月1日：熊本市交通局が熊本電鉄から譲渡した路線を1435mmの標準軌に改軌、熊本市電坪井線として再開業[注釈 1]。同日、熊本電鉄は電鉄上熊本 - （坪井線上熊本駅前） - 熊本倉庫間（0.23km）を市電坪井線と三線軌条で共用し「上熊本倉庫線」として運用開始。
- 1966年（昭和41年）7月6日：熊本電鉄上熊本倉庫線廃止。
- 1970年（昭和45年）5月1日：熊本市電坪井線廃止。
- 1979年（昭和54年）8月1日：国鉄と熊本電鉄との定期貨物列車の連絡運輸廃止。熊本電鉄は定期貨物列車の運行と一般貨物取り扱い廃止し、当駅を無人化。車両搬入など不定期の貨物連絡運輸のみの取り扱いとなる。
- 1985年（昭和60年）3月14日：荷物扱い廃止[1]。
- 1987年（昭和62年）4月1日：国鉄分割民営化により鹿児島本線の駅は九州旅客鉄道（JR九州）・日本貨物鉄道（JR貨物）の駅となる[1]。
- 1997年（平成9年）3月22日：貨物列車の設定廃止[1]。
  - 小野田セメント（現在の太平洋セメント）のサービスステーション及び施設への専用線が存在し、金田駅からセメント輸送貨物列車が運行されていた。このほか、構内の一部が熊本製粉の専用線になっていた。
- 1999年（平成11年）3月31日：駅レンタカー営業所営業終了[3]。
- 2002年（平成14年）：熊本市電の車両基地が移転（作業用自動車庫・電車留置線は交通局に残された）。
- 2005年（平成17年）4月1日：JR貨物の駅（貨物の取扱）が廃止。
- 2006年（平成18年）1月21日：駅機能を仮駅舎に移設。
- 2011年（平成23年）3月12日：九州新幹線全線開業に伴うダイヤ改正により、特急が無停車となる。
- 2012年（平成24年）12月1日：JR上熊本駅で交通系ICカードSUGOCAの供用開始[4]。
- 2015年（平成27年）
  - 3月14日：鹿児島本線連続立体交差化一部完成、高架化によるJRの新駅舍供用開始[5]｡
  - 4月1日：熊本電鉄上熊本駅で交通系ICカード・くまモンのIC CARD対応[6]。
- 2016年（平成28年）12月11日：JR上熊本駅、駅ナカ商業施設「えきマチ1丁目 上熊本」オープン[7]。
- 2019年（令和元年）10月1日：熊本電鉄が駅ナンバリング導入[8]。熊本市電の停留場名を上熊本駅前停留場から上熊本停留場に改称[9]
- 2023年（令和5年）10月1日：JR上熊本駅の駅営業形態をJR九州サービスサポートによる業務委託駅から[10]、九州旅客鉄道本体による直営駅へ変更[11]。

### 駅名の由来
JR上熊本駅は開業時の地名（飽田郡池田村）から「池田駅」と命名された。
池田村は早くから熊本市との合併話が進んでいたため、開業して10年で「熊本市の上部に位置する駅」として「上熊本駅」に改称されたが、池田村を含む飽託郡が熊本市に編入したのは結局1921年（大正10年）になってからだった。
なお、当駅が上熊本駅に改称されてから49年後の1950年（昭和25年）10月、熊本電鉄菊池線上熊本 - 北熊本駅間の開通と同時に中間駅として池田駅が開業している。

## 乗り入れ路線
上熊本駅には、JR九州の鹿児島本線と熊本電鉄の菊池線が乗り入れ、接続駅となっている。菊池線は当駅が起点となっている。
また、熊本市電の上熊本停留場には上熊本線が乗り入れている。運転系統上は■B系統の起点（上熊本線としては終点）となっている。

## 駅構造

### JR九州
島式ホーム1面2線を持つ高架駅である。かつては島式ホームに加え駅本屋側に単式ホーム1面1線があり、単式ホームの1番線が下り線、島式ホーム外側の3番線が上り線となっていた。島式ホーム内側の2番線は特急などの待避線として使用されていたが、2006年（平成18年）に廃止された。同年11月には、地下通路と3番線への渡り廊下が使用開始され、エレベーターが2機（駅舎から地下通路へ、通路からホームへ）設置された。その後2007年（平成19年）4月22日より、島式ホームのみとなった。さらに2011年（平成23年）5月24日より、九州新幹線の高架下にホームが移設され、相対式2面2線となった。
連続立体交差事業の完了に伴い、2015年3月14日より高架化された4代目の新駅舎での営業を開始した。水戸岡鋭治がデザインを手掛けており、7両まで対応させたホームの床はウッドデッキとなっている。
2012年（平成24年）12月1日よりSUGOCAが利用可能となっているが、自動改札機の設置は行われず、簡易SUGOCA改札機のみの設置となっている。

#### のりば

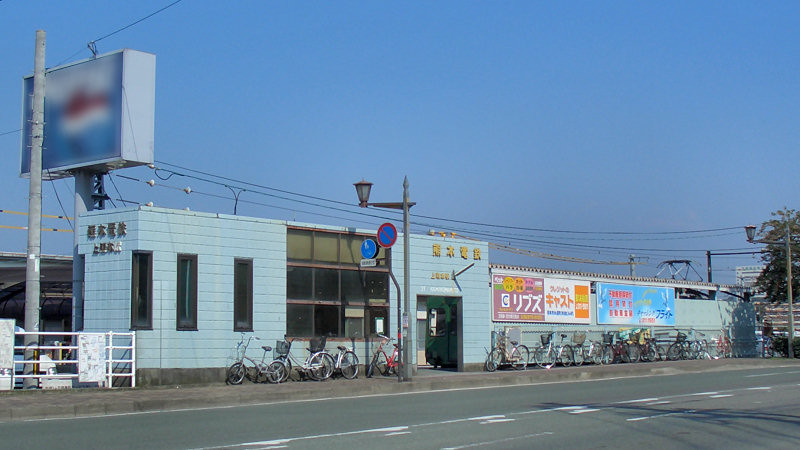
駅舎（2006年9月）
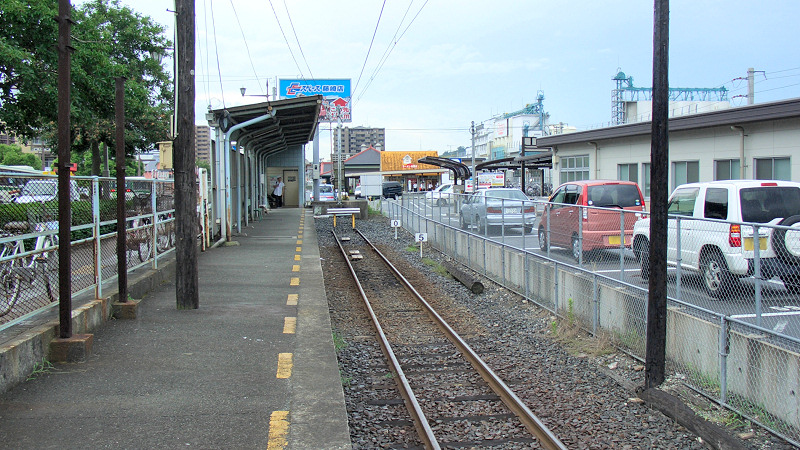
熊本電鉄ホームの様子

| のりば | 路線        | 方向 | 行先                           |
| ------ | ----------- | ---- | ------------------------------ |
| 1      | ■鹿児島本線 | 下り | 熊本・八代／肥後大津方面       |
| 2      | ■鹿児島本線 | 上り | 玉名・大牟田・久留米・博多方面 |

- 直営駅であり[14]、みどりの窓口が設置されている[12]。高架化により西口も開設された。トイレは、改札内に設置されている。

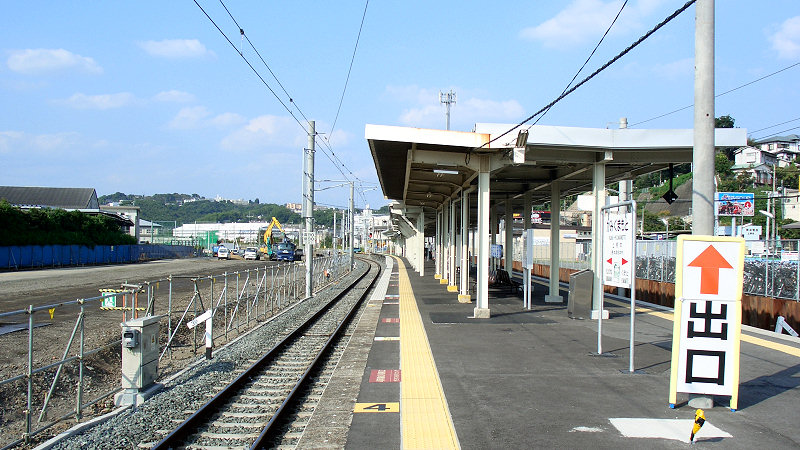
2007年4月から2011年5月23日迄使用されていたJRホームの様子
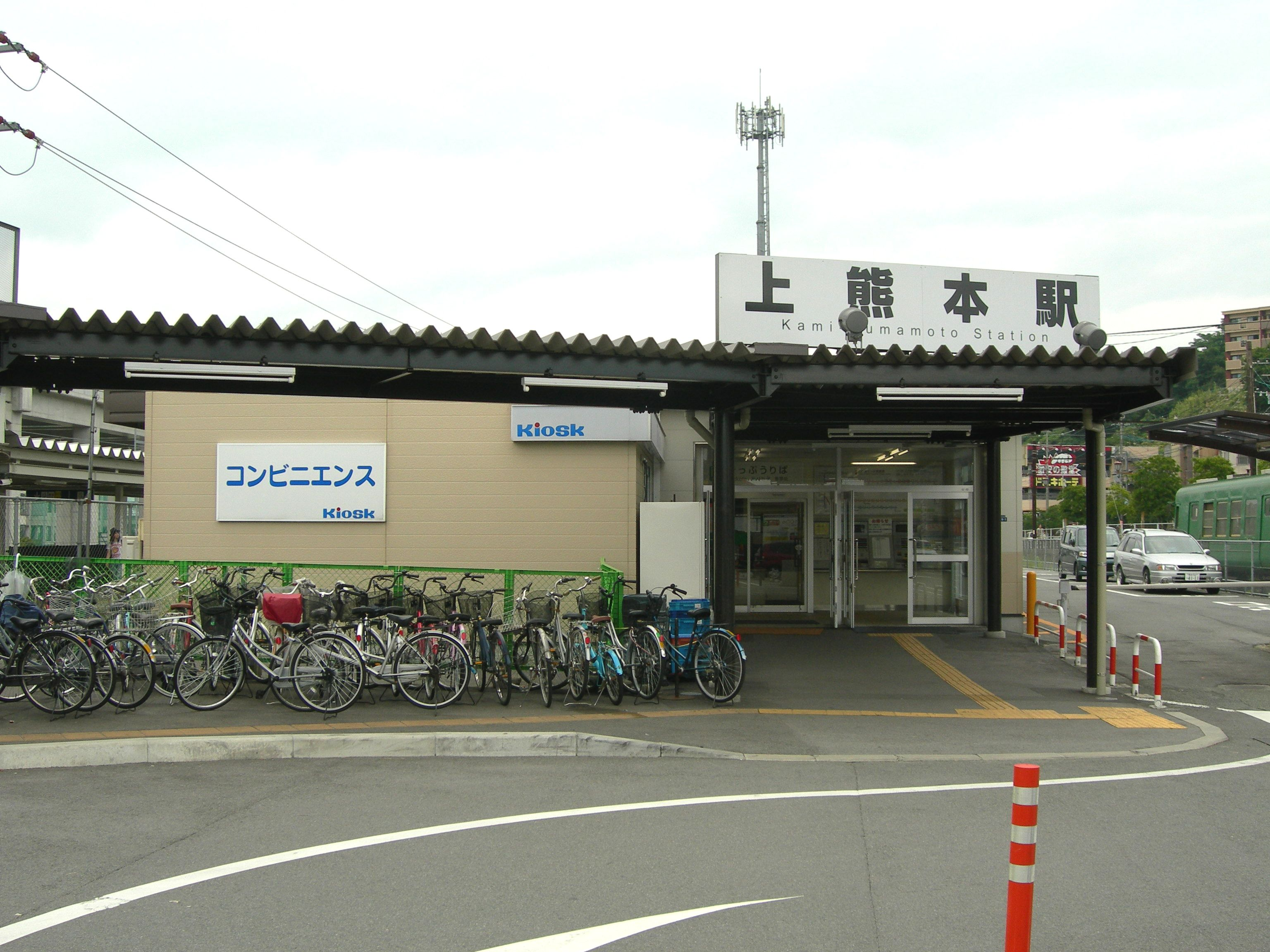
2006年1月21日から2015年3月13日迄使用されていたJR仮設駅舎
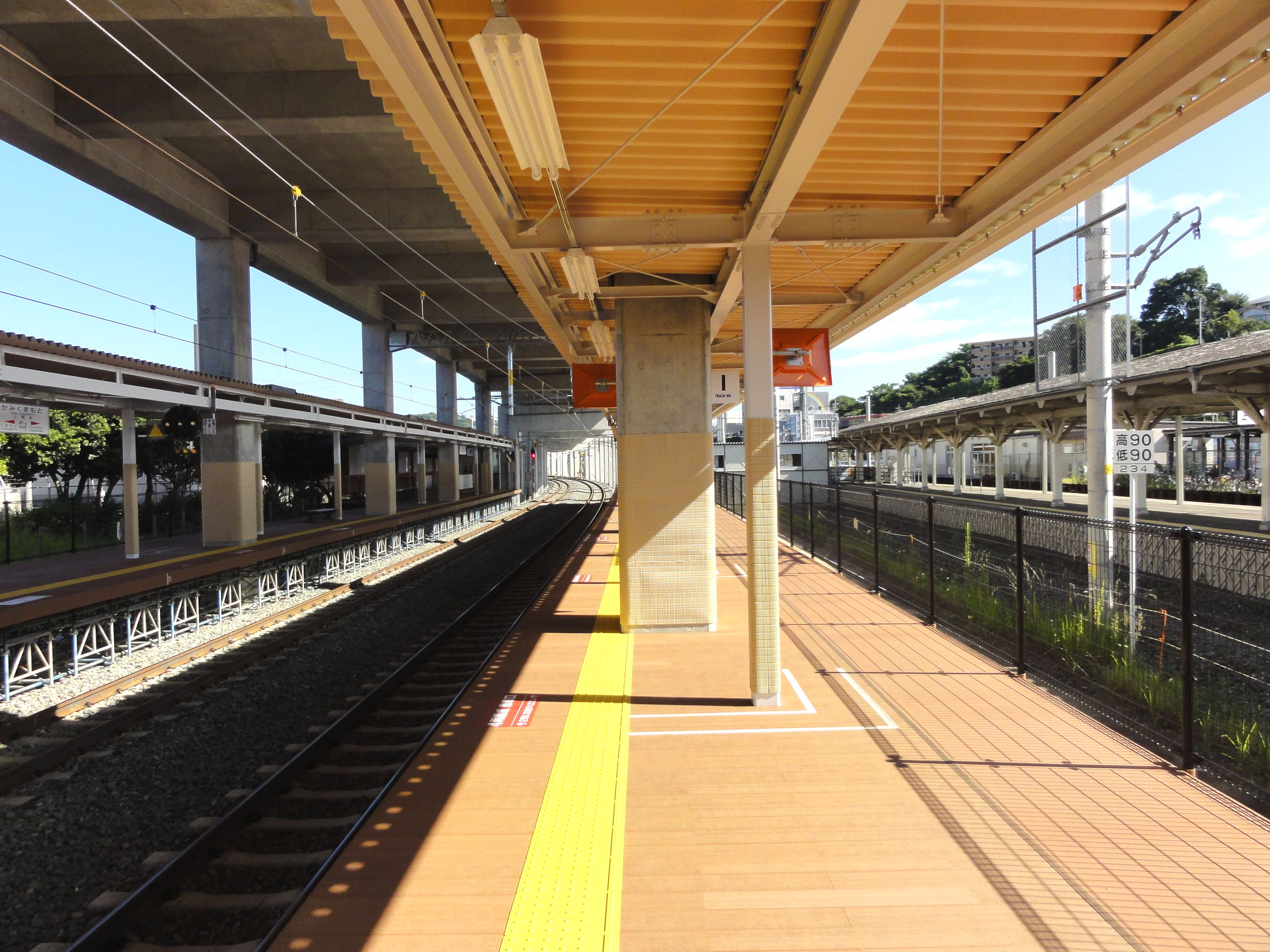
九州新幹線高架下に仮設した対面式2面2線ホーム
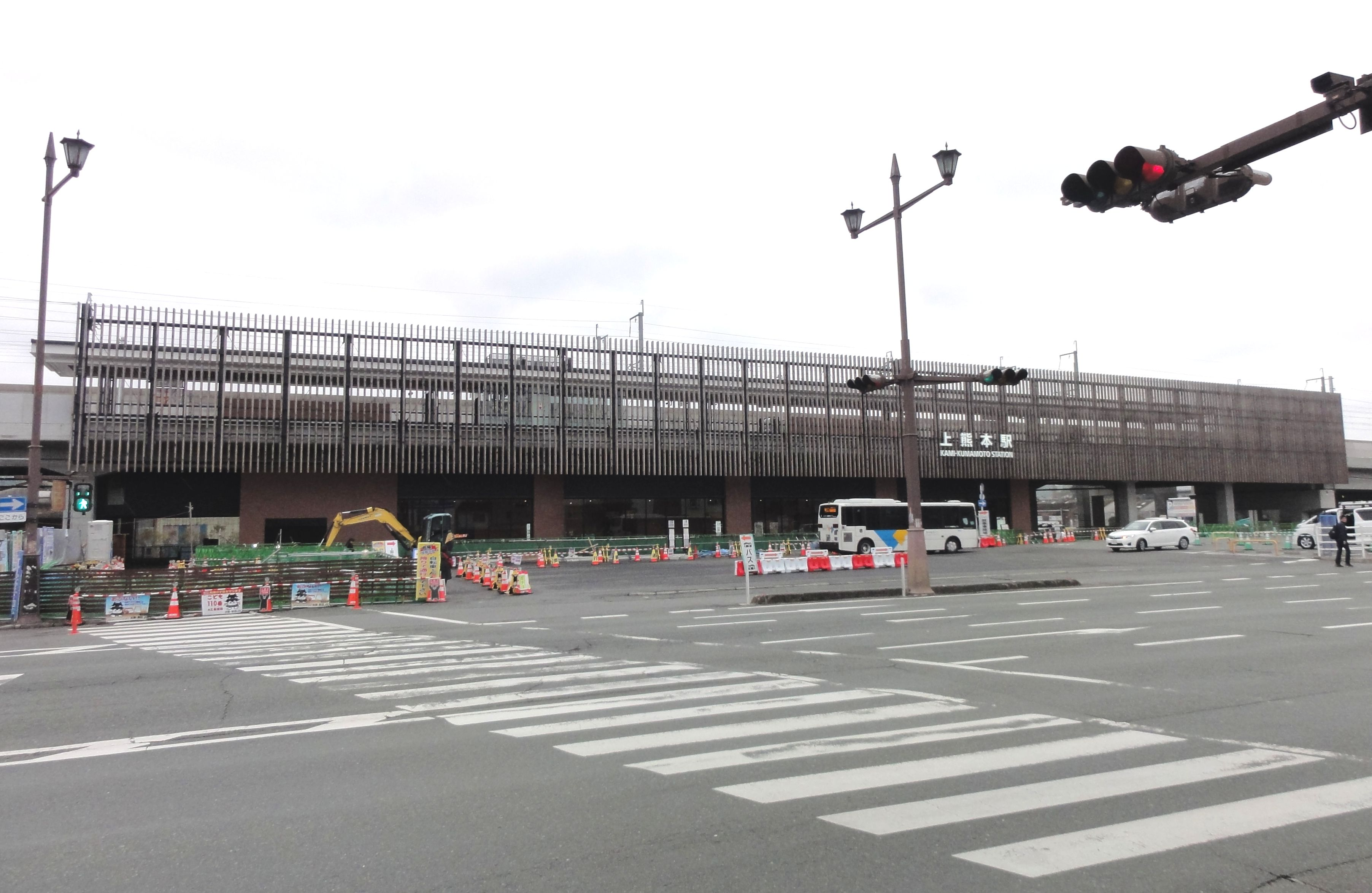
高架化後の駅舎
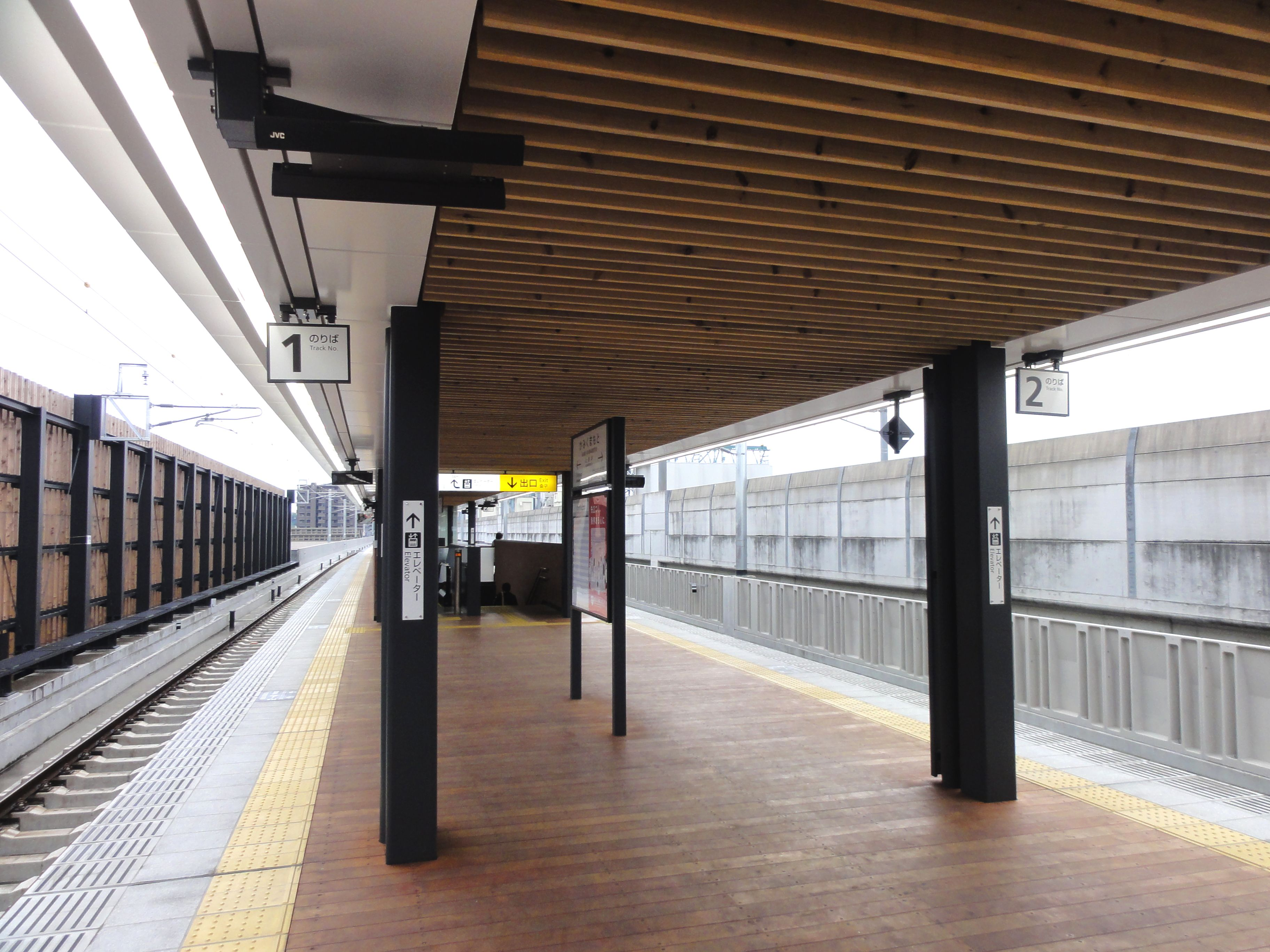
高架化後のホーム
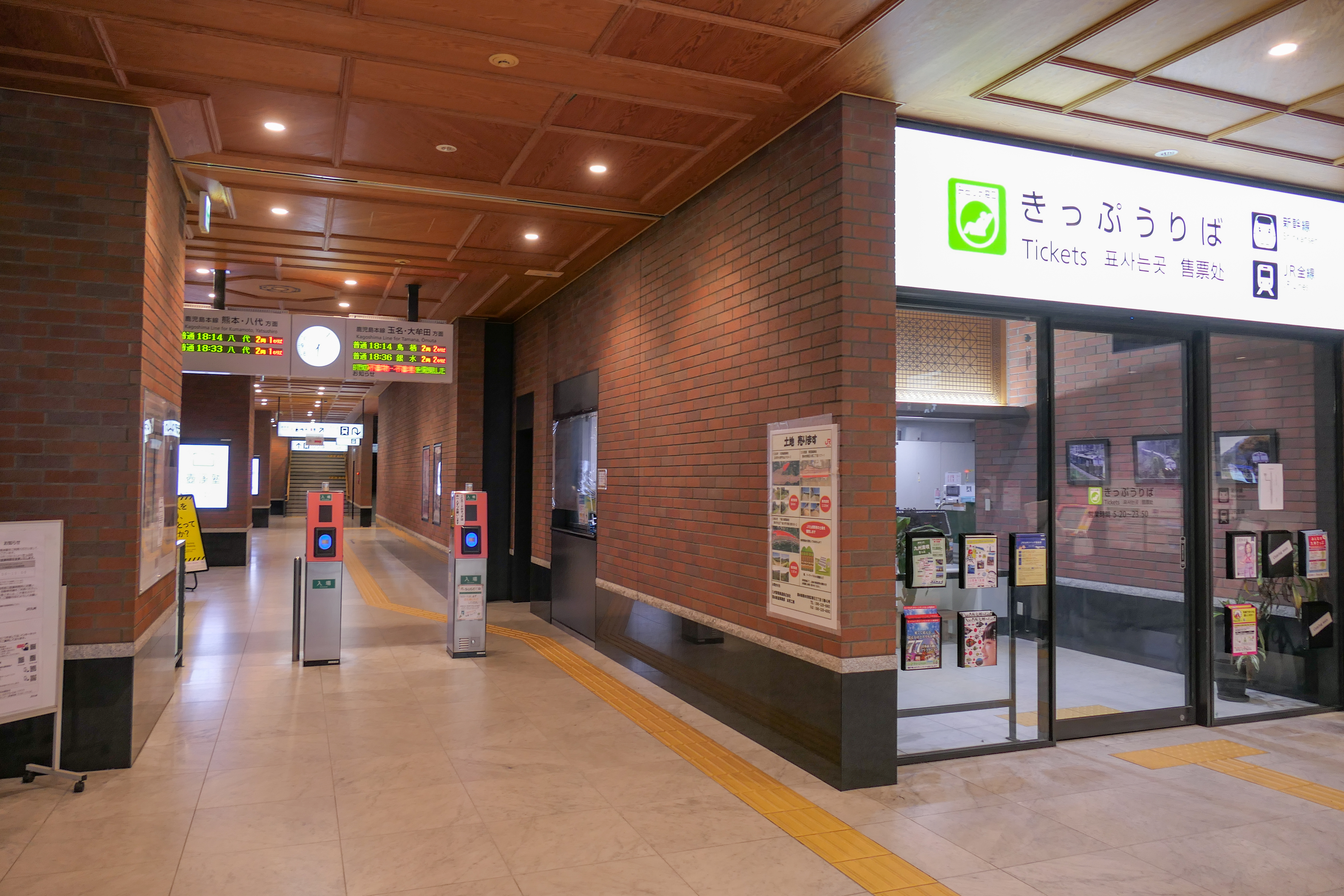
高架化後の改札口
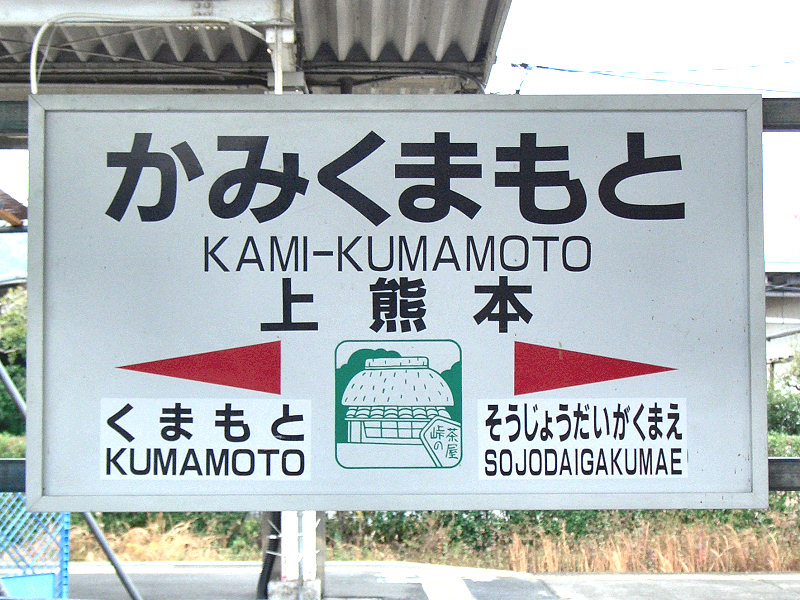
夏目漱石の著作にちなんだイラストの描かれた駅名標
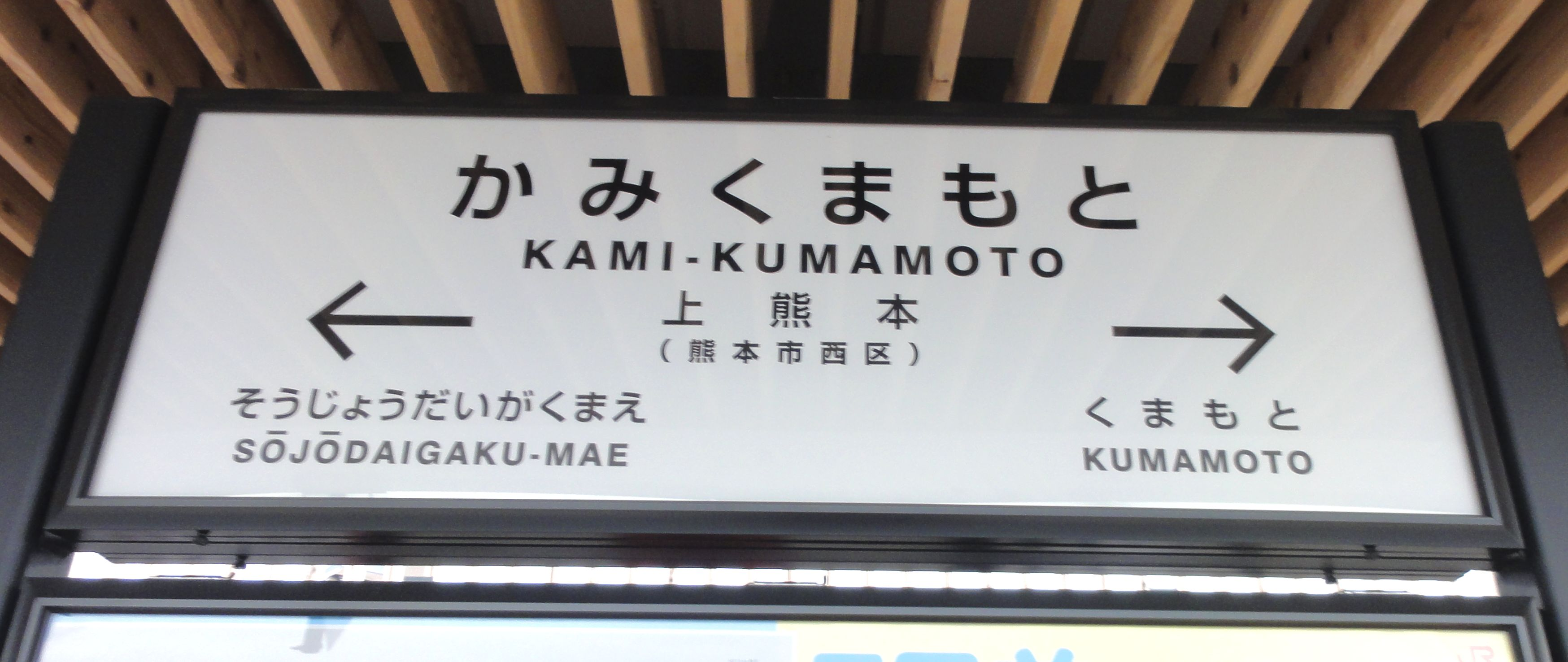
高架化後の駅名標

#### 二代目駅舎
JR上熊本駅の二代目駅舎は洋風建築の名作と評価が高いが、九州新幹線全線開業に伴う在来線高架化により2005年（平成17年）の解体を前に、地元でも保存運動が起こった。
その後、駅舎の一部を保存し、熊本市電上熊本停留場の駅舎として使用することが決定し、2006年（平成18年）7月1日に移築が完成した。移築のうえ保存されたのはファサードのみであり、屋根を含めた実態は鉄骨構造である。

### 熊本電鉄
駅舎は簡易構造でJR線と乗場は別に設置されている。単式ホーム1面1線を有する地上駅で、無人駅となっている。駅番号はKD01。
かつては国鉄鹿児島本線と貨物列車の連絡運輸を行っており、ホームと鹿児島本線の間に数本の貨物列車用側線と国鉄連絡線が敷かれていた。貨物取り扱いが廃止され、国鉄連絡線が撤去されるまでは車両の搬入もこの側線を使って行われていた。
また、以前は木造駅舎と待合室があり、貨車入れ換え担当の駅係員が配置された簡易有人駅で、この駅係員が貨車の入れ換えが行われていた日中時間帯のみ貨車入れ換え作業の合間に臨時に改札と出札の業務を行っていたが、1979年に貨物取り扱いが廃止されて以降は完全無人駅になっている。貨物側線は1980年11月までに、国鉄との連絡線も1985年12月に5000形が搬入された後に全て撤去され、跡地はしばらく空き地と駐車場になっていたが、2016年に「えきマチ1丁目 上熊本」が建てられ、また一部は有料駐車場になっている。木造駅舎は老朽化に伴い1985年に取り壊され、現在の簡易駅舎が設置された。また、2016年末に外観の改修工事を行っている。
ICカード読み取り機（入場機のみ）はホームに設置。

#### のりば
| 路線    | 行先       | 備考                                       |
| ------- | ---------- | ------------------------------------------ |
| ■菊池線 | 北熊本方面 | 北熊本で御代志方面・藤崎宮前方面に乗り換え |

- 駅舎（2006年9月）
- 熊本電鉄ホームの様子

### 熊本市交通局
停留所番号はB1。頭端式ホーム3面2線を有する。上熊本電車車両基地が隣接している。2002年（平成14年）の改修の際に、日本初となるインファンド工法の軌道が敷設された。
2019年10月1日に停留場名を上熊本駅前停留場から上熊本停留場に改称した。

#### のりば
| のりば | 路線               | 行先                                         | 備考                                   |
| ------ | ------------------ | -------------------------------------------- | -------------------------------------- |
| 1・2   | ■B系統（上熊本線） | 新町・辛島町・通町筋・水前寺公園・健軍町方面 | 熊本駅前方面は辛島町で■A系統に乗り換え |

#### 過去
上熊本線（3系統新町・辛島町経由）は2面1線、坪井線（4系統広町・白川公園前経由）は単式1面1線であった。

#### ギャラリー

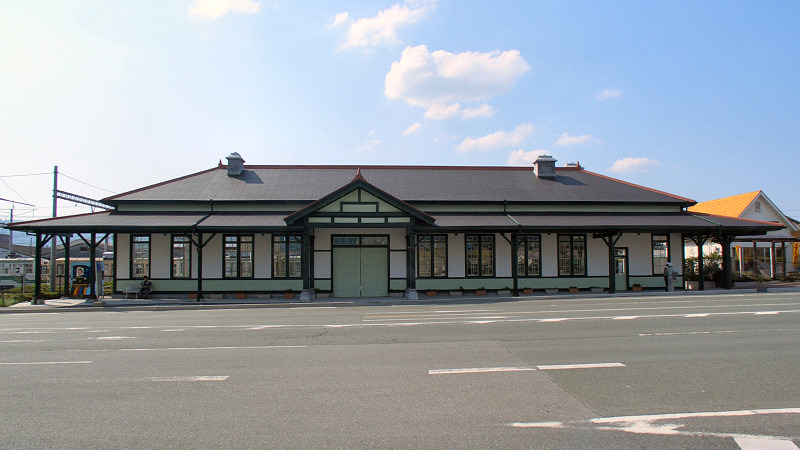
上屋（2006年9月）
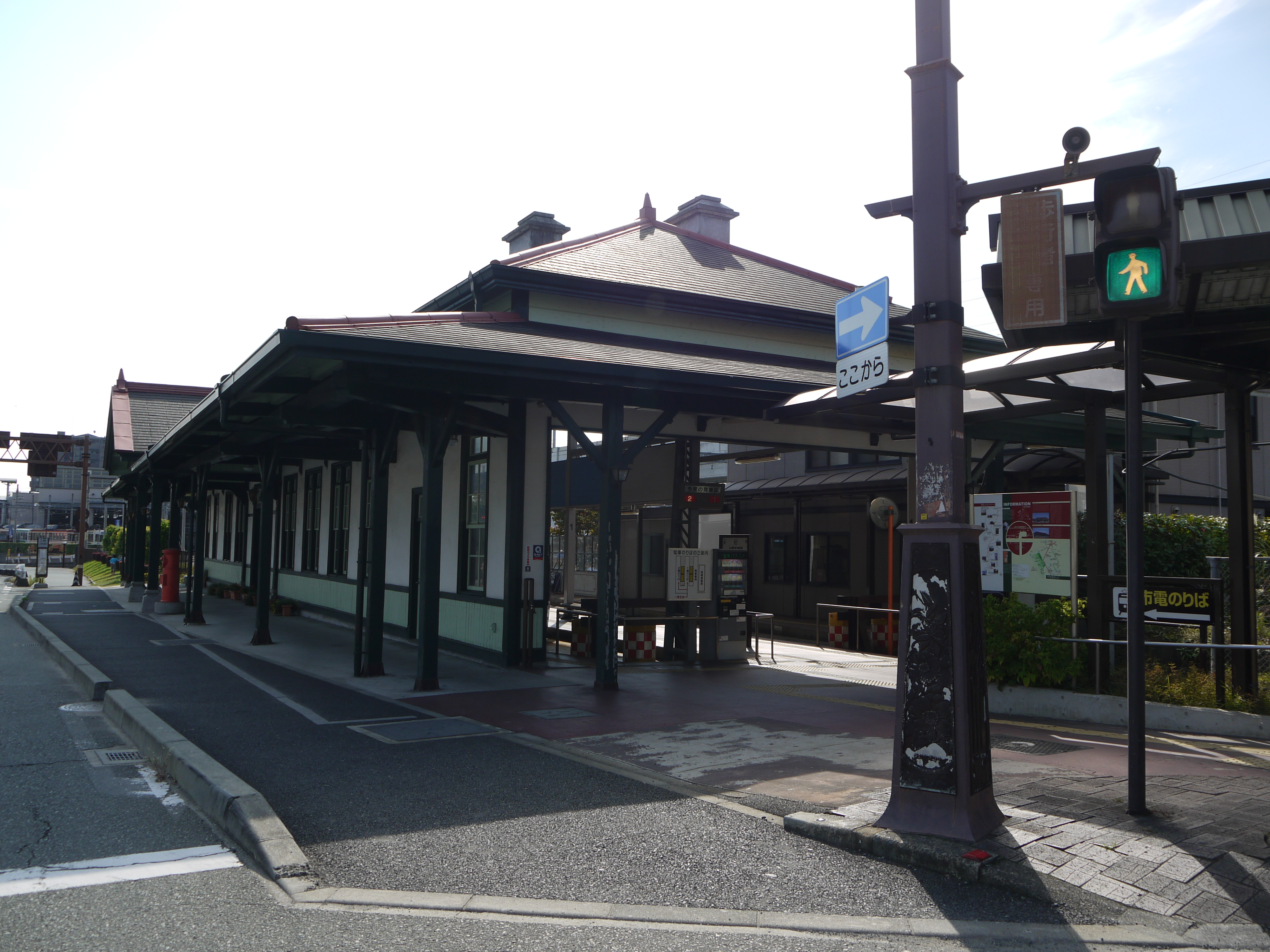
JRの旧上熊本駅の前面と屋根部分のみ移築補修されている
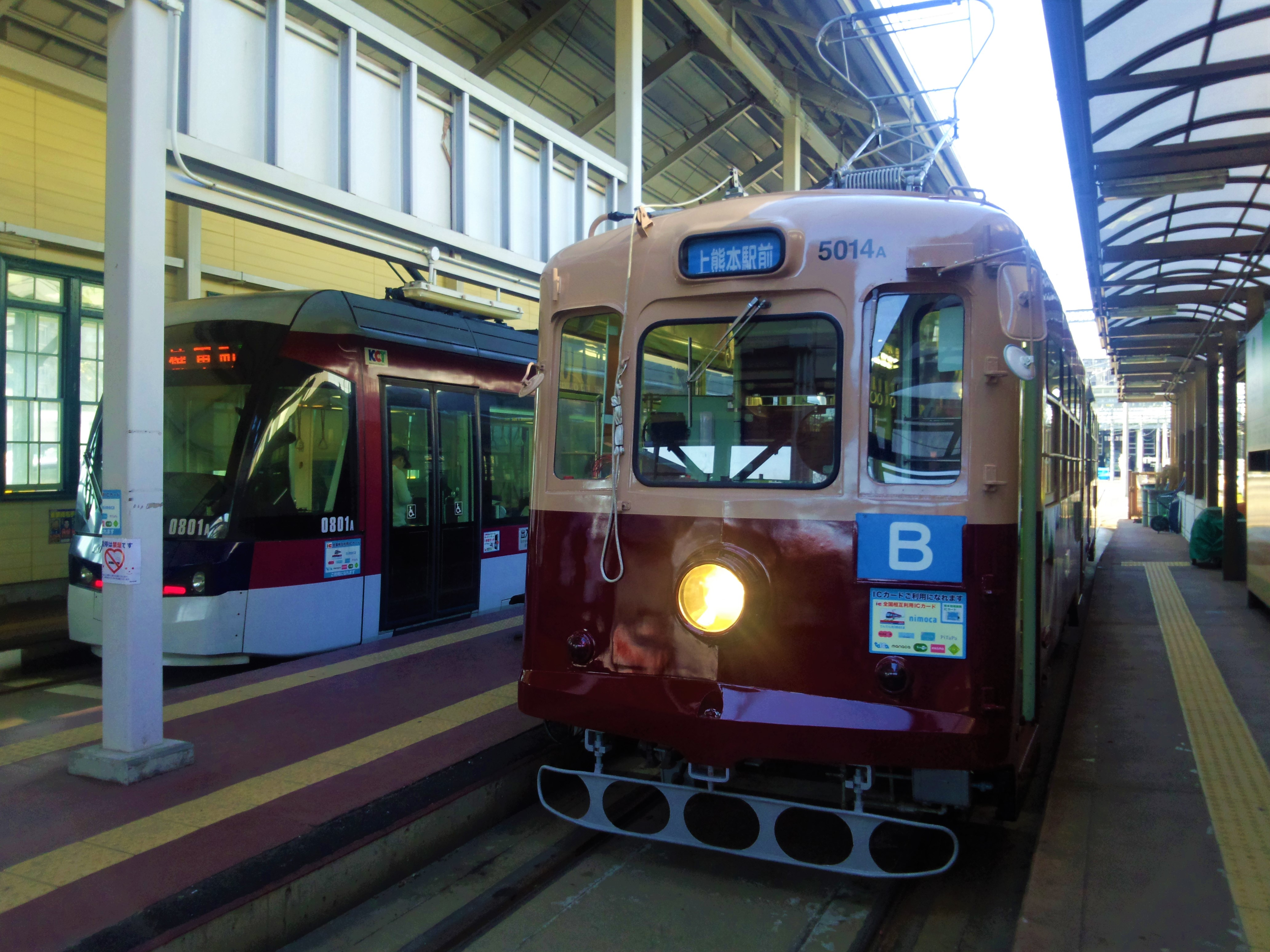
電車入線時のホームの様子（2017年4月）
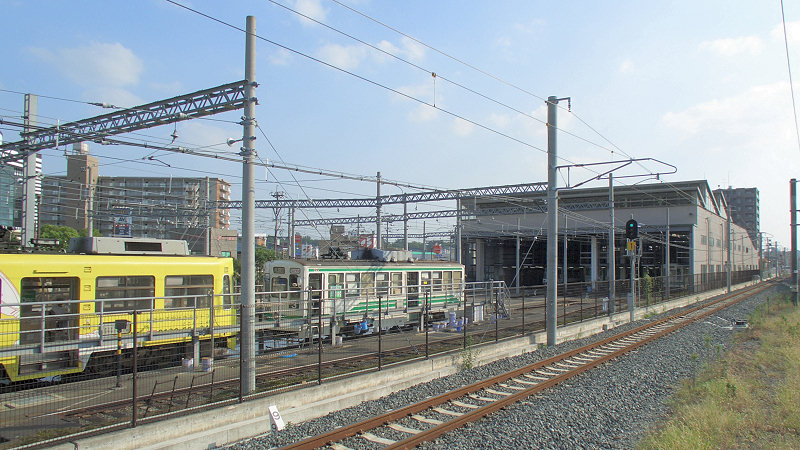
上熊本電車車両基地

## 利用状況
- JR九州 - 2015年度までは「熊本市統計書」による、2016年度分からはJR九州のサイトで公表されている乗車人員数データに基づく。2020年度の1日平均乗車人員は2,717人である[16]。

| 年度   | 1日平均 乗車人員 | 増加率 |
| ------ | ---------------- | ------ |
| 2001年 | 2,481            |        |
| 2002年 | 2,424            | -2.3%  |
| 2003年 | 2,498            | 3.1%   |
| 2004年 | 2,559            | 2.4%   |
| 2005年 | 2,419            | -5.5%  |
| 2006年 | 2,416            | -0.1%  |
| 2007年 | 2,418            | 0.1%   |
| 2008年 | 2,396            | -0.9%  |
| 2009年 | 2,332            | -2.7%  |
| 2010年 | 2,399            | 2.9%   |
| 2011年 | 2,314            | -3.5%  |
| 2012年 | 2,323            | 0.3%   |
| 2013年 | 2,350            | 1.1%   |
| 2014年 | 2,283            | -2.9%  |
| 2015年 | 2,432            | 6.5%   |
| 2016年 | 2,542            | 4.5%   |
| 2017年 | 2,696            | 6.1%   |
| 2018年 | 2,788            | 3.4%   |
| 2019年 | 2,830            | 1.5%   |
| 2020年 | 2,104            | -25.7% |
| 2021年 | 2,364            | 12.3%  |
| 2022年 | 2,565            | 8.5%   |
| 2023年 | 2,717            | 5.9%   |

- 熊本電気鉄道 - 2019年度の1日平均乗降人員は797人である。

| 年度   | 1日平均 乗車人員 | 1日平均 乗降人員 |
| ------ | ---------------- | ---------------- |
| 2011年 | 346              | 750              |
| 2012年 | 345              | 749              |
| 2013年 | 376              | 815              |
| 2014年 | 403              | 873              |
| 2015年 | 479              | 937              |
| 2016年 | 526              | 1,086            |
| 2017年 | 494              | 999              |
| 2018年 | 未公表           | 893              |
| 2019年 | 368              | 797              |

- 熊本市交通局 - 特定日（2014年10月16日調査）の乗車人員は893人である。[26]

| 年度   | 1日平均 乗降人員 |
| ------ | ---------------- |
| 2011年 | 1,482            |
| 2012年 | 1,373            |
| 2013年 | 1,646            |
| 2014年 | 1,661            |
| 2015年 | 1,714            |
| 2016年 | 1,707            |
| 2017年 | 1,927            |
| 2018年 | 1,860            |
| 2019年 | 2,006            |

## 駅周辺

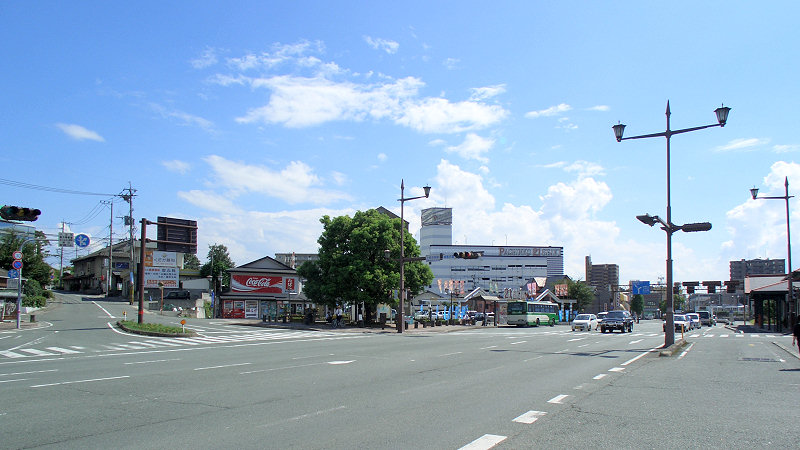
駅前風景

駅前は、駅を中心に放射状に道路が延び、駅前に喫茶店などの飲食店が数軒ある。駅を背中に右側はパチンコ店・倉庫・大型マンション・県立体育館を通り市街へ至る道と、市電に沿って進む道の２つがある。左側は、JR線に沿って進み、メガセンタートライアル上熊本店（金剛熊本工場跡地）や、上熊本郵便局、県営団地、崇城大学などがある(なお、崇城大学は博多寄りの崇城大学前駅が最寄り駅である)。
正面台地には住宅街、右手には商店・軽工業工場が並ぶ。駅裏手は熊本製粉の工場に面し、その背後には井芹川、花園地区の住宅街となっている。
駅近くには熊本県立総合体育館がある。駅から熊本城まで歩いて20分ほどで、散策の出発点となっている。また肥後熊本藩52万石藩主の戦国大名・加藤清正の菩提寺でもある本妙寺の参道入口も近くにある。
- 熊本城
- 熊本県立総合体育館
- 上熊本郵便局
- 熊本製粉
- 九州森林管理局
- 本妙寺
- 往生院
- 熊本大学教育学部附属小学校
- 熊本大学教育学部附属中学校
- 熊本市立京陵中学校
- 熊本市立井芹中学校
- 上熊本三陽自動車学校
- 熊本看護専門学校
- 熊本市立総合ビジネス専門学校
- メガセンタートライアル上熊本店（金剛熊本工場跡地[注釈 2]）

## バス路線
駅前ロータリー内に「上熊本駅前」停留所がある。桜町バスターミナルなどの熊本市中心部方面や、熊本駅を経由する環状線などが発着する。路線バスの系統番号と運行路線の経路は以下のとおり。
| のりば | 運行事業者   | 路線         | 系統・行先                                                     | 備考                                                            |
| ------ | ------------ | ------------ | -------------------------------------------------------------- | --------------------------------------------------------------- |
| 1      | 熊本都市バス | 昭和町線     | F4-1・F4-2：昭和町（東本町）                                   |                                                                 |
| 2      | 熊本都市バス | 上熊本線     | K6-0：県会議事堂 K1-2：動植物園西口（画図橋） J1-1：小峯営業所 | 「J1-1」は早朝1便のみ                                           |
| 3      | 産交バス     | 植木線       | U2-1：植木駐車場                                               |                                                                 |
| 3      | 産交バス     | 万楽寺線     | U2-2：万楽寺                                                   |                                                                 |
| 3      | 熊本都市バス | 上熊本車庫線 | B1-1・U1-1：上熊本営業所                                       |                                                                 |
| 3      | 熊本都市バス | 第一環状線   | O1-0：（降車のみ）                                             |                                                                 |
| 4      | 産交バス     | 植木線       | U2-1：桜町BT                                                   |                                                                 |
| 4      | 産交バス     | 万楽寺線     | U2-2：桜町BT                                                   |                                                                 |
| 4      | 熊本都市バス | 上熊本車庫線 | B1-1・U1-1：桜町BT                                             |                                                                 |
| 4      | 熊本都市バス | 第一環状線   | O2-0：熊本駅前・大学病院前・大江渡鹿方面                       |                                                                 |
| 5      | 熊本都市バス | 第一環状線   | O1-0：内坪井・大江渡鹿・熊本駅前方面                           | 第一環状線が停車していないときに限り、F4 昭和町線も停車し乗車可 |

## 隣の駅
九州旅客鉄道（JR九州）
■鹿児島本線
■区間快速・■普通
崇城大学前駅 - 上熊本駅 - 熊本駅
熊本電気鉄道
■菊池線
上熊本駅 (KD01) - 韓々坂駅 (KD02)
熊本市交通局
■B系統（上熊本線）
上熊本停留場 (B1) - 県立体育館前停留場 (B2)

### かつて存在した路線
熊本市交通局
坪井線（4系統）
本妙寺通停留場 - 上熊本駅前停留場
熊本電気鉄道
上熊本倉庫線（貨物線）
上熊本駅 - 上熊本駅前停留場 - 熊本倉庫（貨物駅）